# Kênh 18
Kênh 18 (tên khác: Kênh T4) là một con sông đổ ra Kênh Rạch Giá - Hà Tiên. Sông có chiều dài 27 km và diện tích lưu vực là km². Kênh 18 chảy qua các tỉnh Kiên Giang, An Giang.